# Joias da Coroa Sueca

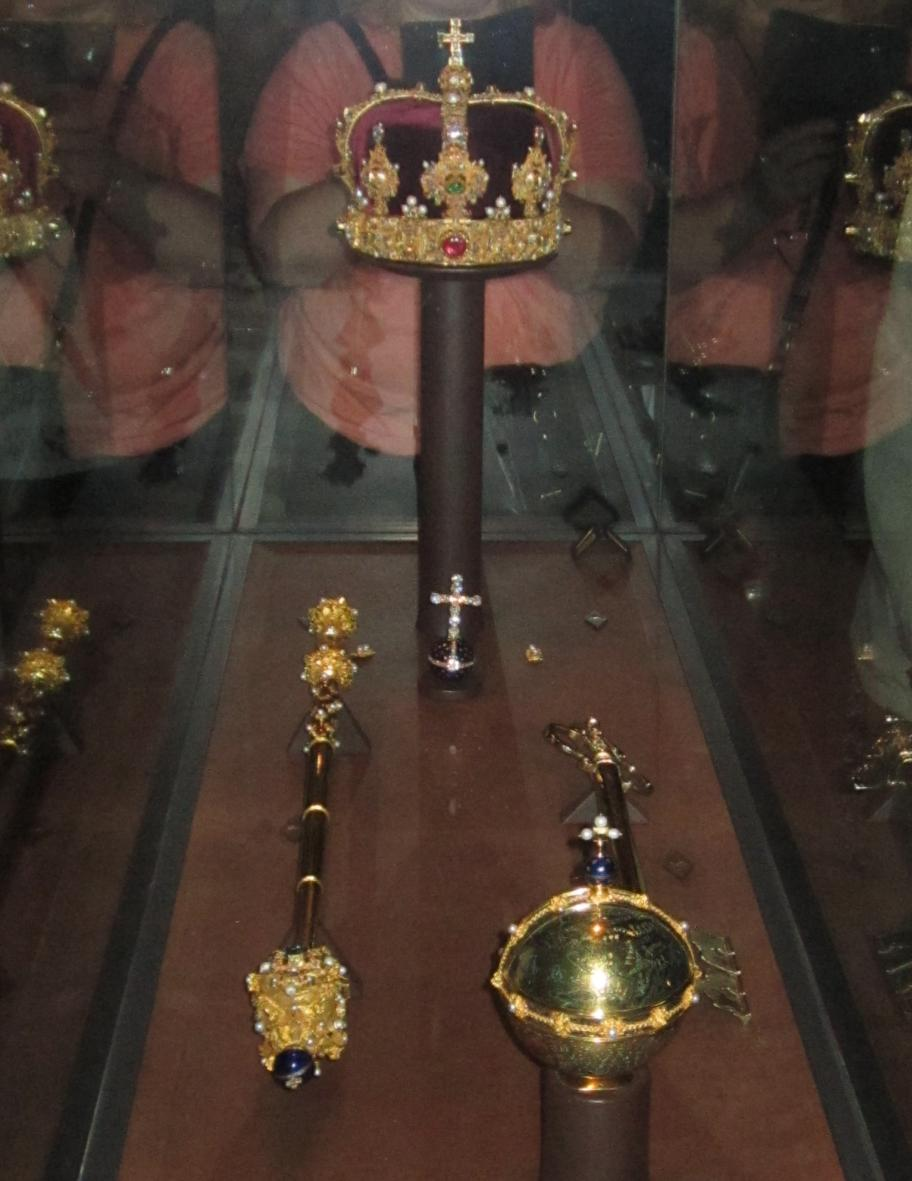
A coroa, o cetro e o orbe reais da Suécia, expostos na Sala do Tesouro, do Palácio Real de Estocolmo.

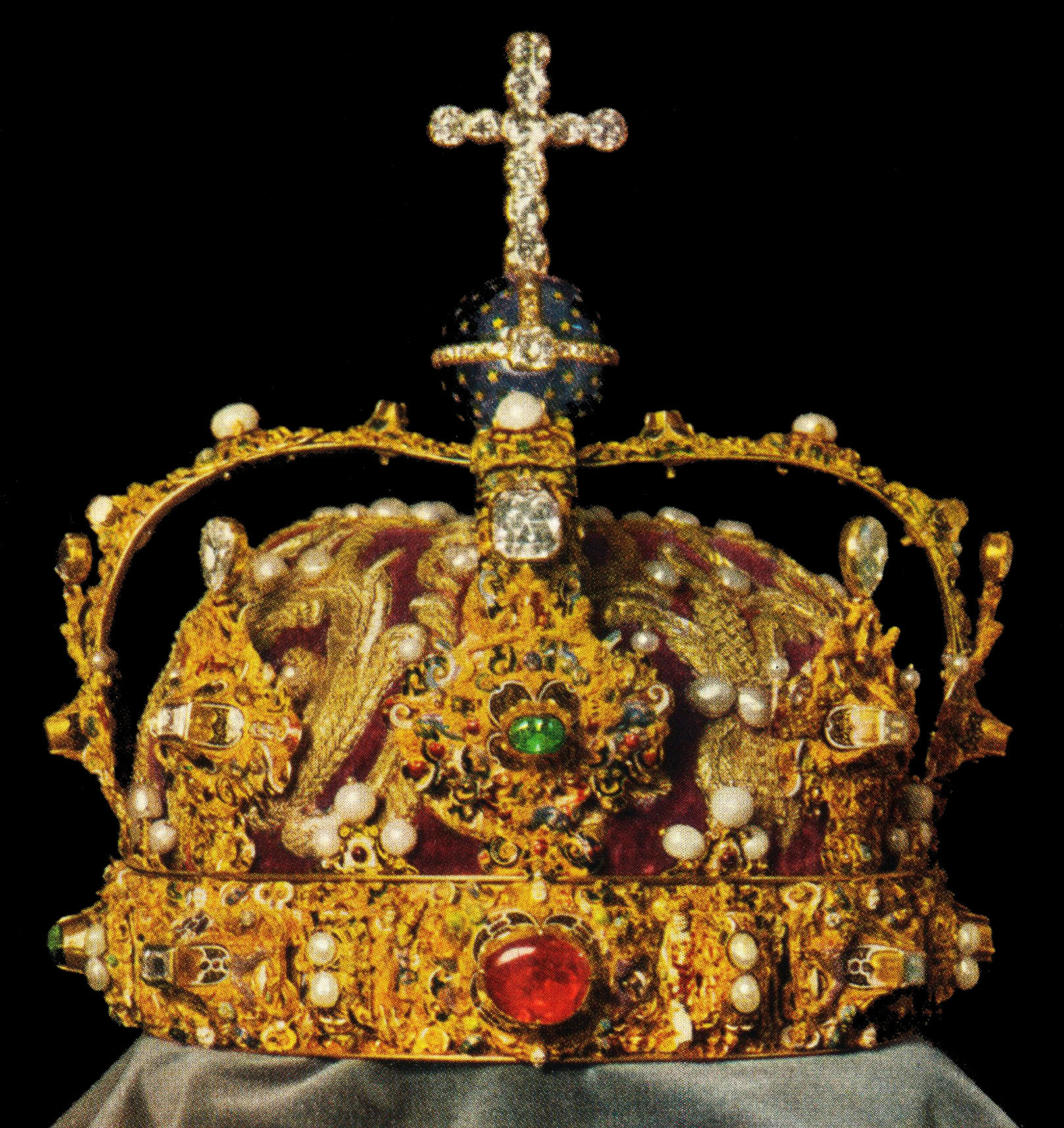
A coroa de Erik XIV, como era antes do século XX, restituindo a sua aparência original do século XVI.

As Joias da Coroa Sueca (em sueco:  Riksregalier) estão depositadas na Sala do Tesouro, do Palácio Real de Estocolmo, em exposição aberta ao público. Os símbolos da monarquia sueca não são efetivamente usados desde 1907, mas eles ainda são exibidos em casamentos, batizados e funerais. Até 1974 as joias da coroa eram mostradas na abertura do Parlamento (Riksdagen).
Entre os mais antigos objetos de valor inestimável estão a espada e a coroa de Gustav Vasa, o orbe, o cetro e a chave do rei Erik XIV, entre outros objetos.

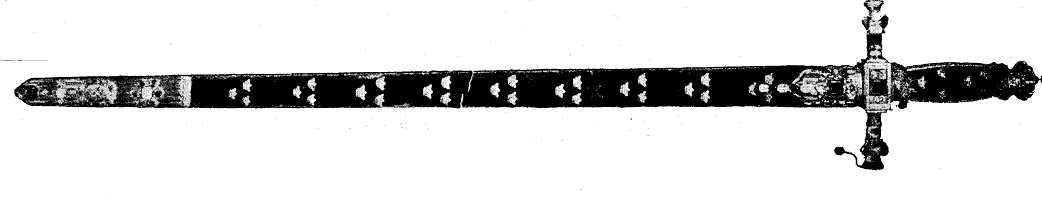
A espada de Gustavo Vasa
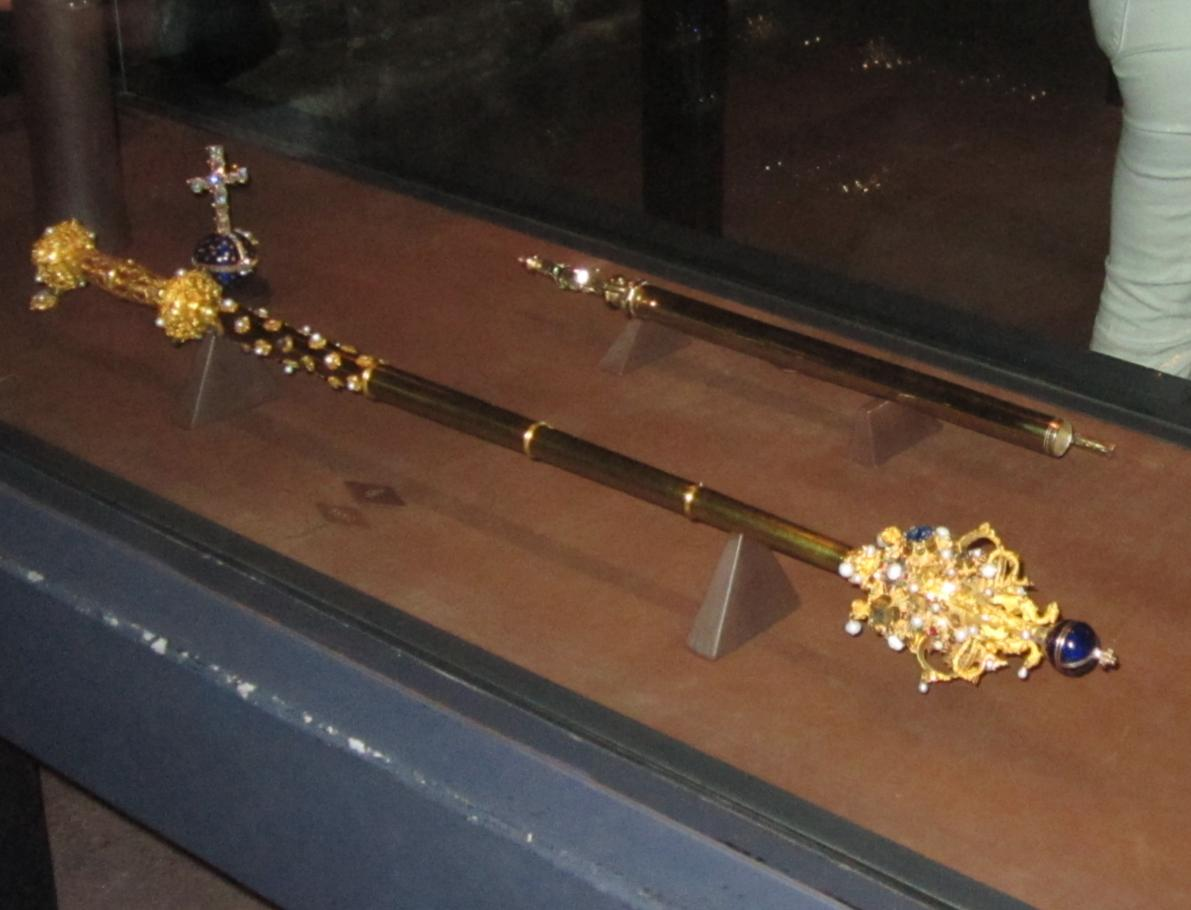
O cetro de Érico XIV
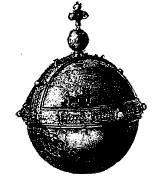
O orbe de Érico XIV
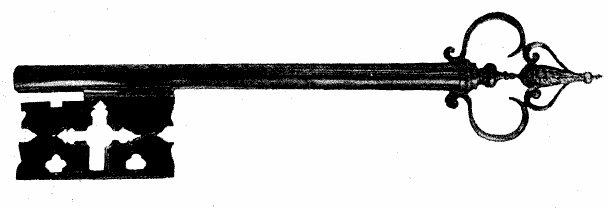
A chave real de Érico XIV

## Coroa da Suécia e Regalia Real

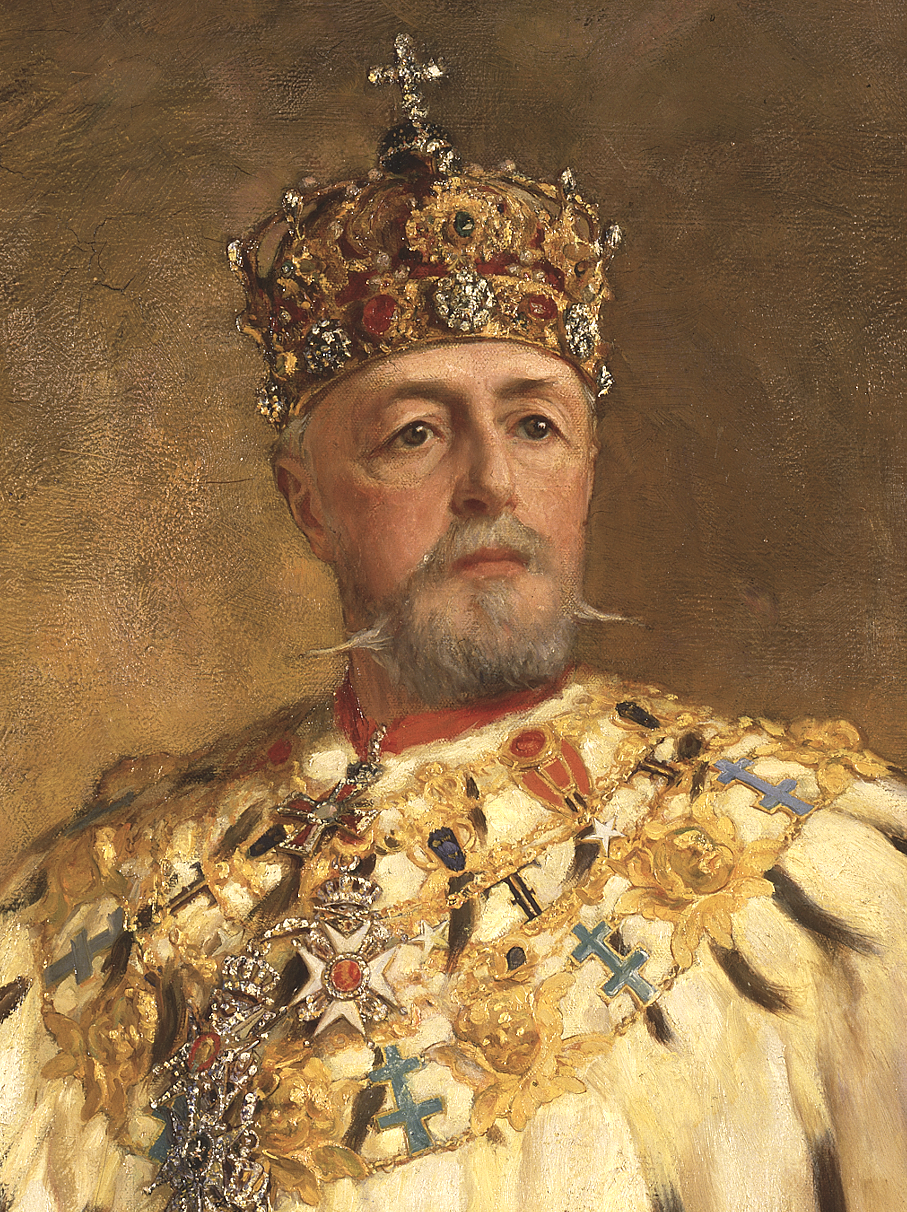
Rei Oscar II pintado por Oscar Björck. O Rei usava a coroa Erik XIV com a aparência que tinha entre 1818 e 1909.

A Coroa de Éric XIV,, feita em Estocolmo, em 1561 pelo ourives flamengo Cornélio ver Welden, é típica do estilo renascentista das joias do seu tempo. Originalmente a coroa deu quatro pares de 'E' a carta e 'R', as iniciais da forma latina de seu nome, "Ericus Rex", de esmalte verde, cada par de cada lado das pedras centrais na parte da frente e de trás do aro. Quando ele foi deposto por seu irmão, D. João III, cada uma dessas letras está coberta com cartelas idênticas cada conjunto com duas pérolas. Os monarcas ingleses sobre as Casas do Palatinado-Zweibrücken, de Hesse e de Holstein-Gottorp preferiram usar a coroa em vez de Eric XIV e da rainha Cristina. No entanto, a Casa de Bernadotte optou por usar a coroa de Eric. No entanto, eles substituíram a esfera original e a cruz no topo da coroa com um globo novo, grande de esmalte azul com estrela de ouro e um conjunto com dez diamantes e com uma cruz. Eles também substitituiram as pérolas originais no topo dos oito grandes ornamentos sobre a tiara de diamantes e pérolas. Substituindo as cartelas com oito rosetas de diamante movidos numa tiara de 45 graus. Esta é a forma de coroa, tem o retrato de Oscar II pintado por Oscar Björck. No início do século XX, esta esfera e cruz e as rosetas de diamante. Estes foram removidos da coroa e restaurado para essencialmente a forma que tinha sob João III.
Eric tinha um cetro, um orbe e uma chave feita para a sua coroação. Esta chave é um item encontrado somente na regalia Inglesa (embora um par de ouro e chaves de prata antes eram apresentados a um novo papa em sua coroação). O seu cetro foi feita por Hans Rick Heide em 1561 e é de ouro, esmaltado e cravejado de diamantes, rubis e safiras e ainda afligido como cetro do monarca. Ele foi originalmente encimada por uma grande rodada de safiras no topo cercado por duas fileiras de cruzamento de pérolas. Esta safira foi perdida no batismo do rei Gustavo IV Adolfo e foi substituída por uma esfera azul escura esmaltada em 1780. A esfera é superfaturada de ouro e é única entre as regalias em que é gravado e esmaltado com um mapa da terra de acordo com a cartografia em curso no momento em que foi feita. No topo do orbe à uma pequena esfera em esmalte azul e coberto de estrelas, acima, que é uma pequena cruz formada por um diamante da corte cercado por três pérolas. O astro foi feita por Cornélio ver Weiden e provavelmente gravada por Sr. Beijer em Antuérpia, em 1568. O esmalte azul data de 1751 e substitui o esmalte preto original que foi seriamente danificado na coroação de Charles XI. O modelo original afligido para a gravura não é conhecido, mas o Engager gravado no hemisfério norte, ao colocar os nomes são onde eles tem o mapa que está do lado certo. 
O chifre unção foi feita em 1606, em Estocolmo por Peter Kilimpe para a coroação de Carlos IX e gelo de ouro em forma de chifres de touro suportados por um pedestal. A extremidade mais larga é fechada por uma aba com uma corrente e sobre o ponto oposto do chifre representa um número pequeno da justiça segurando uma balança. O chifre é decorado em trabalho de assistência ornamental com multi-colorido esmalte opaco e translúcido e um conjunto com 10 diamantes e 14 rubis.
A coroa e o cetro do enterro do rei Carlos IX são mantidos na Catedral Strängnäs. Esses itens foram originalmente enterrados com o seu corpo, mas mais tarde foram exumados e colocados em exposição.

## Coroa da Rainha Cristina
A rainha Cristina da Suécia  levou para a sua coroação a coroa da sua mãe, Maria Eleonora de Brandemburgo, como a rainha consorte do rei Gustavo II Adolphus. Feita em Estocolmo, em 1620, pelo alemão ourives Rupprecht Miller, que originalmente tinha dois arcos num projeto de folhagem muito fina de ouro com esmaltação em preto e conjunto com rubis e diamantes (uma referência às cores dos braços do seu pai, John Sigimond de Brandemburgo), com uma pequena esfera azul esmaltada e uma cruz, ambos os conjuntos com diamantes. Christina tinha dois arcos adicionados à coroa da sua mãe, combinando os dois primeiros e tinha mais diamantes e rubis adicionadoa a ela para melhorar a aparência da coroa, como a coroa de uma rainha reinante. Ela superfaturada e tinha um pano de cetim roxo, bordado em ouro e cravejado de diamantes, adicionados ao interior da coroa. O aro da coroa tem oito rubis cabochão grandes, definidas por baixo de cada um dos oito arcos da coroa e diamantes em padrões de roseta grandes nos espaços intermediários do aro. A Coroa da rainha Christina foi a coroa escolhido para ser exibida com outros itens da regalia inglesa e artefatos das colecções Real Sueca em uma exposição em 1988 e 1989 na National Gallery, em Washington DC, e do Instituto de Arte de Minneapolis na comemoração da fundação de Delaware como um Inglês na colônia 1638.

## Cetro e orbe da rainha consorte

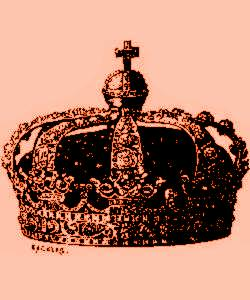
Coroa Louise Ulrica, a coroa da rainha consorte da Suécia, representado como gravado na década de 1870.

A Coroa da Luísa Ulrica da Prússia  foi feita em Estocolmo em 1751 por Andreas Almgren e foi modelado na coroa feita por Ronde para a rainha consorte francesa Marie Leczinska que usou no seu casamento com Luís XV de França em 1725. Foi, por sua vez, o modelo para a coroa do rei norueguês. Ela é feita de um conjunto de prata inteiramente com diamantes. No aro foi erguido uma representação de oito coroas abertas com trevos de folhas (o símbolo heráldico da Suécia) da parte traseira, sobem oito meias-arcadas que enrolam novamente no topo onde suportam uma esfera azul esmaltada e um conjunto de cruzes com diamantes. Entre cada uma destas oito coroas abertas tem oito pontos, cada um coberto com um diamante. No interior da tampa há uma tampa de veludo escarlate cheia de lantejoulas de prata. Dois grandes diamantes são definidas entre o aro e a coroa da frente, o trevo central em frente da coroa é substituído com um diamante oval grande. Esta é a coroa do qual Louisa Ulrika removeu 44 diamantes e penhorou em Berlim para financiar a sua tentativa de golpe em 1756. Esta coroa ainda é usada em ocasiões formais, como os casamentos reais e funerais das rainhas consorte da Suécia. 
O cetro e orbe feito para Ms Bielke, mulher de D. João III, continuou a ser usado por sucessão por as rainhas consortes da Suécia. Embora este orbe ter sido habitualmente usado por os monarcas suecos da Palatinado-Zweibrücken, de Hesse e de Holstein-Gottorp Dynasties. Os monarcas da casa de Bernadotte preferiram usar a esfera de Eric XIV. O uso de uma esfera por uma rainha consorte Parece ser original para a Suécia, embora a prática ter sido adoptada pela Noruega durante o seu período de monarquia dual com a Suécia. 

## Coroa do Príncipe
A coroa do príncipe Coronet foi feita por Carlos X Gustavo para usar na coroação de Christina desigando como seu herdeiro. Foi feita às pressas dentro de duas semanas a partir de peças da coroa de uma rainha. Ela tem a forma de uma coroa radial com oito raios triangulares e picos e sobreviveu intacta, exceto para a adição do rei Gustavo III para a sua coroação em 1772, de dois negros feixes esmaltados de grãos, o emblema heráldico da dinastia Vasa, um entre a frente dos dois raios e outro entre os dois raios de volta, substituindo os enfeites menores ainda encontradas entre os outros raios. Originalmente usada sobre um chapéu de arminho alinhado, a coroa do príncipe herdeiro é agora usada com uma tampa de cetim azul claro, coberto com bordados de ouro. A coroa heráldica para o príncipe/ princesa é baseada na aparência real dessa coroa e superfaturada mostra um maço Vasa central entre quatro raios de uma coroa de joias radial. 
As sete coroas semelhantes, mas de um projeto mais simples e com raios na posição central na frente e de trás e com oito feixes menores de ouro entre os oito raios foram feitas nos séculos XVIII e XIX para os outros príncipes (isto é, o príncipe Charles ( XIII), 1771; o Principe Frederick Adolf, 1771; o Príncipe Oskar (II), 1844; o Príncipe Wilhelm, 1902) e  as princesas (ou seja, a Princesa Sofia Albertina, 1771; Princesa Hedvig Elisabet Charlotta de 1778, a princesa Eugenie, 1860), as das princesas tem um design semelhante, mas muito menor. Estas coroas são definidas principalmente com diamantes, esmeraldas e pérolas. A coroa heráldica para um duque (na Suécia, sempre o filho de um monarca) ou duquesa (sempre a filha de um monarca ou esposa de um duque) é igualmente retratada como uma coroa de joias, com cinco raios radiais. 
O príncipe herdeiro Coronet tinha uma dessas coroas principesca e foram exibidos em cada lado do altar, na Catedral de Estocolmo. Para o casamento da princesa Victoria da Suécia e Daniel Westling em 19 de junho de 2010 também foi usada essa coroa.

## Insígnia de ordens da cavalaria
Além das joias da Coroa, o Tesouro Real inclui uma insígnia de joias das ordens Real Sueca da cavalaria, especialmente da Ordem do Serafim. Inclui também a Ordem de Carlos XIII, a Ordem de Vasa, a Ordem do Estrela Polar e a Ordem da Espada. 